# Dindica wilemani
Dindica wilemani är en fjärilsart som beskrevs av Louis Beethoven Prout 1927. Dindica wilemani ingår i släktet Dindica och familjen mätare. Inga underarter finns listade i Catalogue of Life.